# Estadio Colombino
El antiguo Estadio Colombino de Huelva, inaugurado en 1957 como Estadio Municipal (nombre que mantuvo hasta 1987), fue el recinto deportivo que acogió durante cuarenta y cuatro años los partidos de fútbol oficiales del Real Club Recreativo de Huelva.

## Historia
A mediados de la década de 1950, con la intención de construir un nuevo estadio para el equipo onubense que mejorara las instalaciones del ya vetusto Estadio del Velódromo, se planeó, a poco más de un kilómetro de distancia y en la barriada de Isla Chica, la edificación de un estadio acorde con los nuevos tiempos. El Ayuntamiento y el alcalde de la ciudad Antonio Segovia Moreno adquirió entonces un terreno de aproximadamente cuatro hectáreas por 69.000 pesetas que se encontraba cercano a la Iglesia del Sagrado Corazón de Jesús.
Los trabajos de construcción -bajo las órdenes de los arquitectos Miguel Rodríguez Cordero y Ricardo Anadón Frutos- se iniciaron el 21 de febrero de 1955 y aprovechando un montículo de la zona, se diseñó un estadio de un anillo, con tribuna techada mediante visera y pistas de atletismo alrededor del césped. El estadio, con capacidad para 20.000 espectadores de pie (en torno a 17.000 sentados ya en su última etapa), se terminó de construir en 1957 tras una inversión final de 15 millones de pesetas.
Su inauguración oficial fue el 6 de septiembre de 1957 en la que el equipo onubense se enfrentó a otros dos históricos españoles: el Athletic Club y el Real Madrid. Desde entonces el recinto, que asistió al crecimiento imparable de la Barriada de Isla Chica, acogió los partidos del equipo con pequeñas remodelaciones hasta que en 2001, se construyó en las afueras de la ciudad el Estadio Nuevo Colombino. Su último partido oficial fue un Recreativo de Huelva - Levante UD el día 9 de diciembre de 2001.

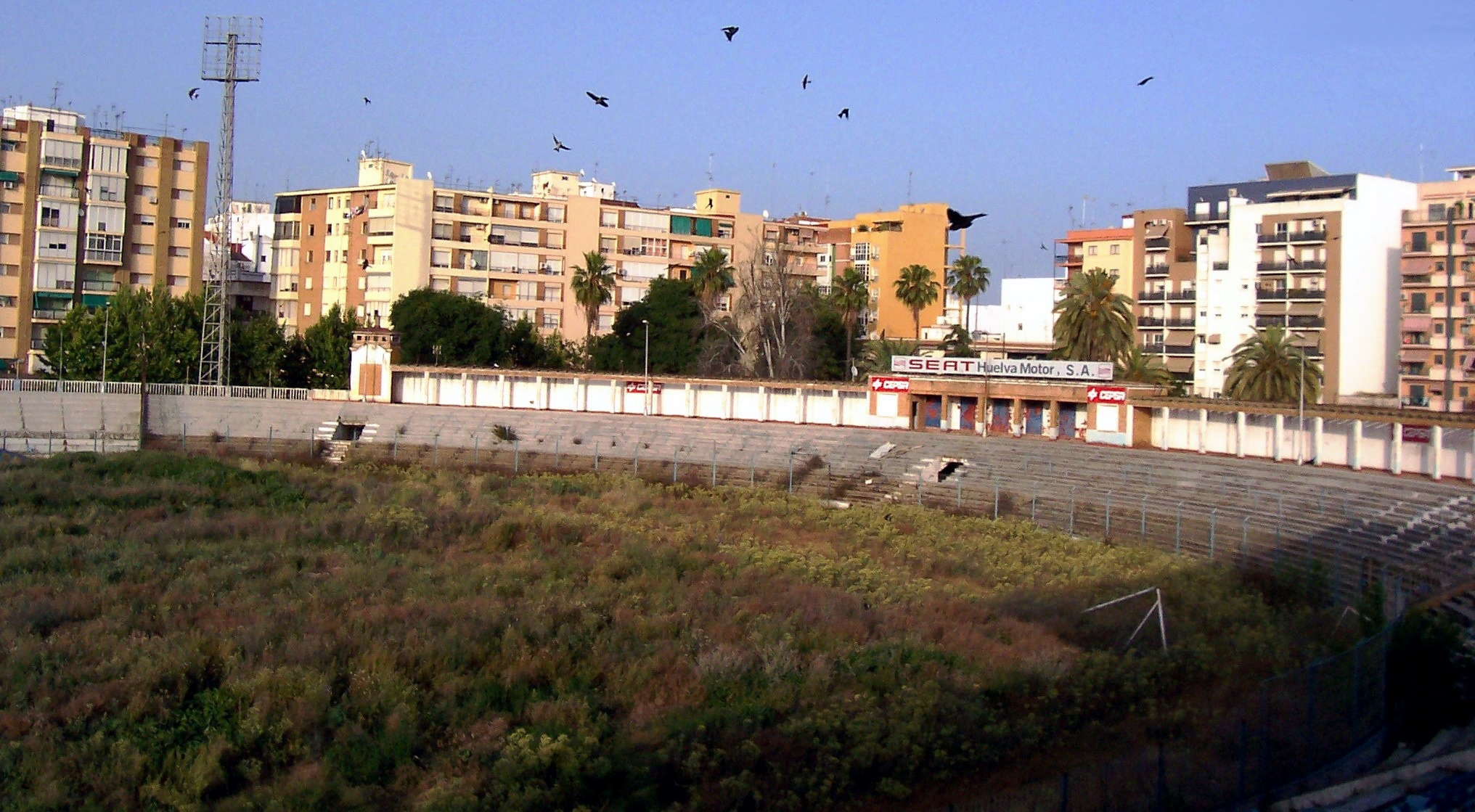
El edificio, abandonado, en 2006.

El edificio quedó en desuso hasta principios de 2007, cuando se procedió a su demolición tras ocho años de polémica entre el Ayuntamiento, vecinos y Junta de Andalucía por el futuro uso que se le iba a dar a los terrenos. En su solar existe el proyecto de construir viviendas, un centro comercial, aparcamientos, un centro social, un hotel y un parque de 11.000 metros cuadrados. El 6 de agosto de 2008 comenzaron las obras para la ejecución del derribo de la portada que quedaba en pie del antiguo estadio Colombino.
Tras la demolición, el alcalde de Huelva en ese momento, Pedro Rodríguez, anunció que el Plan Especial de la barriada de Isla Chica estaba en marcha. En 2015 el solar estaba ocupado por un parking de vehículos.